# Mari Katayama
Mari Katayama (japanisch 片山 真理 Katayama Mari; * 1987 in Saitama, Japan) ist eine japanische Künstlerin.  Sie ist eine Multimedia-Künstlerin, die für ihre Skulpturen und Fotografien bekannt ist. Ihre Arbeit konzentriert sich auf Themen wie Körperbild, Identität und ihre Erfahrung als Amputierte. Sie ist die bekannteste Künstlerin Japans, die eine körperliche Behinderung hat.

## Leben und Werk
Katayama wuchs in der Stadt Ōta in der Präfektur Gunma auf. Sie studierte an der Gunma Prefectural Women's University, wo sie 2010 den Bachelor of Arts erhielt. 2012 schloss sie ihr Masterstudium in der Abteilung für Intermediale Kunst an der Tōkyō Geijutsu Daigaku ab.
Als Schülerin wurde bei ihr eine Tibiale Hemimelie festgestellt, eine angeborene Unterentwicklung der Schienbeine sowie ihrer linken Hand. Mit neun Jahren musste sie sich entscheiden, ob sie ihr Leben im Rollstuhl verbringen oder sich die Beine amputieren lassen würde. Im Alter von 9 Jahren wurden bei ihr beide Beine amputiert. Sie verbrachte ein Jahr damit, das Laufen mit Prothesen zu lernen. Sie verbarg ihre körperliche Beeinträchtigung und in den darauffolgenden Jahren wurde sie zur Außenseiterin, da in Japan das Eugenikschutzgesetz noch 1996 Menschen mit Behinderungen oder psychischen Erkrankungen sterilisierte. Erst im Alter von sechzehn Jahren sah sie sich selbst als Künstlerin.
Seitdem hat sie zahlreiche Selbstporträts zusammen mit bestickten Objekten und verzierten Prothesen erstellt und dabei ihren eigenen Körper als lebende Skulptur verwendet. Noch während ihrer Schulzeit gewann sie 2005 den Förderpreis bei der Gunma Youth Biennale '05. Seitdem stellt sie regelmäßig ihre Werke aus, hauptsächlich Selbstporträts mit Beinprothesen, aber auch Näharbeiten, Collagen und Kunstobjekte. Sie arbeitet auch als Sängerin und Model.
Katayamas Arbeit umfasst Fotografie, Kunsthandwerk, Installation und Performance, aber am bekanntesten ist sie für ihre Selbstporträts, die sie vor aufwendig gestalteten Hintergründen fotografiert.

## High Heel Project
In Zusammenarbeit mit der italienischen Modemarke Sergio Rossi startete sie 2011 das High Heel Project, bei dem sie speziell für Prothesen angefertigte Stöckelschuhe trägt, um als Sängerin, Model oder Hauptrednerin auf der Bühne aufzutreten.
2023 wurde in der zweiten Ausgabe von Katayamas High Heel Project die Fertigstellung der vollständig maßgeschneiderten High Heels durch langfristige Zusammenarbeit mit vielen Einzelpersonen und Unternehmen erreicht.

## You're Mine
Die Installation You're Mine aus dem Jahr 2014 ist ein Beispiel für die Komplexität ihrer Arbeit. Sie ließ einen Gipsabdruck ihres Körpers anfertigen und überzog ihn dann mit einer handgenähten Patchwork-Lederhaut. Aus ihrem eigenen Haar fertigte sie eine Perücke für die Puppe an, und anstelle eines Gesichts diente ein Ankleidespiegel mit Lichtern, mit dem sich eine Schauspielerin verwandelt.

## Bystander
2016 reiste sie mehrmals auf die Insel Naoshima, um die Serie Bystander zu erstellen, in der sie die Hände von Puppenspielern einer ausschließlich aus Frauen bestehenden Bunraku-Puppentheatergruppe fotografierte, um eine Sammlung von Fotografien und handgenähten Objekten zu entwickeln. Dies war das erste Mal, dass Katayama die Körper anderer Menschen in ihrer Arbeit in Erscheinung treten ließ.
Katayama ist verheiratet und hat eine Tochter.

## Auszeichnungen und Ehrungen
- 2005: Encouragement Prize, 8. Gunma Biennale for Young Artists '05
- 2012: Grand Prize, Art Award Tokyo Marunouchi 2012
- 2015: Koichi Watari Prize, Mitsuhiro Yoshitomo Prize, Rina Miyake Prize,  3331 Art Fair 2015
- 2019: New Photographer Award, Higashikawa Award
- 2020: 45.Kimura Ihei Award

## Einzelausstellungen (Auswahl)
- 2008: Mari Katayama solo exhibition, Slow Time, Gunma
- 2009: Mari Katayama solo exhibition, Gallery J, Gunma
- 2014: you're mine, Traumaris, Space, Tokio
- 2014: Mari Katayama solo exhibition, Kitchen Gallery, Paris
- 2015: 25 days in tatsumachi studio, Robson Coffee (Arts Maebashi), Gunma
- 2016: Self-portrait and object, Renaiss Hall, Okayama
- 2016: Artist in Rokku vol.3 Mari Katayama / bystander, Miyaura Gallery Rokku, Naoshima (in Verbindung mit der Setouchi Triennale 2016)
- 2016: Shadow Puppet - 3331 ART FAIR recommended artists, 3331 gallery, Tokio
- 2017: 19872017, Gallery Gateaux Festa Harada, Gunma
- 2017: On the Way Home, the Museum of Modern Art, Gunma
- 2019: Mari Katayama, Irving Stenn, Jr. Family Gallery, University of Michigan Museum of Art, Ann Arbor
- 2019: Broken Heart, White Rainbow, London
- 2020: home again, Shimadai Gallery - KYOTOGRAPHIE 2020, Kyoto
- 2021: leave-taking, Akio Nagasawa Gallery, Tokio
- 2023 Cavern, Gallery ETHER, Tokio
- 2023: Mari Katayama. Mine and Yours, Arsenal Wien

## Gruppenausstellungen (Auswahl)
- 2013: Aichi Triennale 2013 , Nayabashi Venue, Aichi
- 2016: Roppongi Crossing 2016, Tokio
- 2017: Photography of Innocence and Experience: Emerging Japanese Artists Bd. 14, Tokyo Photographic Art Museum, Tokio
- 2019: 58. Biennale von Venedig, Venedig[14]
- 2019: Broken Heart, White Rainbow, London
- 2024: Acts of Resistance: Photography, Feminisms and the Art of Protest, South London Gallery

## Öffentliche  Sammlungen
- Tate Modern, London
- Mori Art Museum, Tokio
- Tokyo Photographic Art Museum, Tokio
- Amana collection, Tokio
- ARTS Maebashi, Gunma
- Okawa Museum of art, Gunma
- Gateau Festa Harada, Gunma
- Fondation antoine de galbert, Paris